# 喜多恒仁
喜多 恒仁（きた つねひと、1991年3月16日 - ）は、埼玉県出身のサッカー選手。

## 人物・来歴
東京都の城北高校から東北大学工学部に進学し、総理大臣杯東北地区予選では2011年から2年連続で得点王となった。東北社会人リーグ・塩釜NTFCヴィーゼの練習に参加し、Jリーグクラブに自身のプレー映像を送るが契約には至らず、卒業後の2013年、FC大阪に加入した。
2014年1月、ドイツ6部・VerbandsLigaのMSV Pampowへ移籍加入。
2015年9月、スロベニア・3.SNLのNKドブロブチェ（NK Dobrovce）に加入した。
2016年8月、モンテネグロ2部・FK Igalo 1929へ加入。

## 所属クラブ
- 所沢並木ロビンズ
- 城北中学校・高等学校サッカー部
- 東北大学サッカー部
- 2013年 FC大阪
- 2014年1月 - 2015年6月 MSV Pampow
- 2015年9月 - 2015年12月 NKドブロブチェ
- 2016年8月 - 2017年 FKイガロ1929